# Stade des Bas-Prés
 (janvier 2022).
Si vous disposez d'ouvrages ou d'articles de référence ou si vous connaissez des sites web de qualité traitant du thème abordé ici, merci de compléter l'article en donnant les références utiles à sa vérifiabilité et en les liant à la section « Notes et références ».
Le stade des Bas-Prés est l'ancien stade du club de football Wallonia Association Namur puis de l'UR Namur.

## Biographie
Situé dans le quartier de Salzinnes, il était enclavé entre le palais des expositions de Namur, la Sambre et les ateliers du chemin de fer (SNCB).
Rénové sommairement en 2001 pour accueillir l'Union Royale Namur, délogée de son stade Michel Soulier, il a disparu pour laisser place à une extension du Palais des expositions « Namur Expo ». Une habitude à Namur ; les stades de football sont voués à être rasés pour devenir des parkings. C'est déjà arrivé à trois reprises !
La capacité officielle du stade était de 3 500 places dont 550 places assises couvertes.

Le record d'affluence, en compétition officielle, depuis 2001, est de 3 500 spectateurs pour le match Union Royale Namur - KFCV Geel, à l'occasion du tour final de D3 le 10 juin 2007.

En match de gala, les Bas-Prés accueillirent 4 000 spectateurs pour le duel amical Standard de Liège - Olympique de Marseille, le 2 septembre 2016.
En 2022, la Ville de Namur a revendu le stade au Bureau économique de la province de Namur (BEP) pour transformer le site en parking à la fin de la saison sportive 2022-2023.
En 2023, le BEP a confirmé la transformation du stade en un parking, malgré l'absence de subsides des fonds Feder.